# Periophthalmodon schlosseri
A Periophthalmodon schlosseri a csontos halak (Osteichthyes) főosztályának sugarasúszójú halak (Actinopterygii) osztályába, ezen belül a sügéralakúak (Perciformes) rendjébe, a gébfélék (Gobiidae) családjába és az iszapugró gébek (Oxudercinae) alcsaládjába tartozó faj.
A Periophthalmodon halnem típusfaja.

## Előfordulása

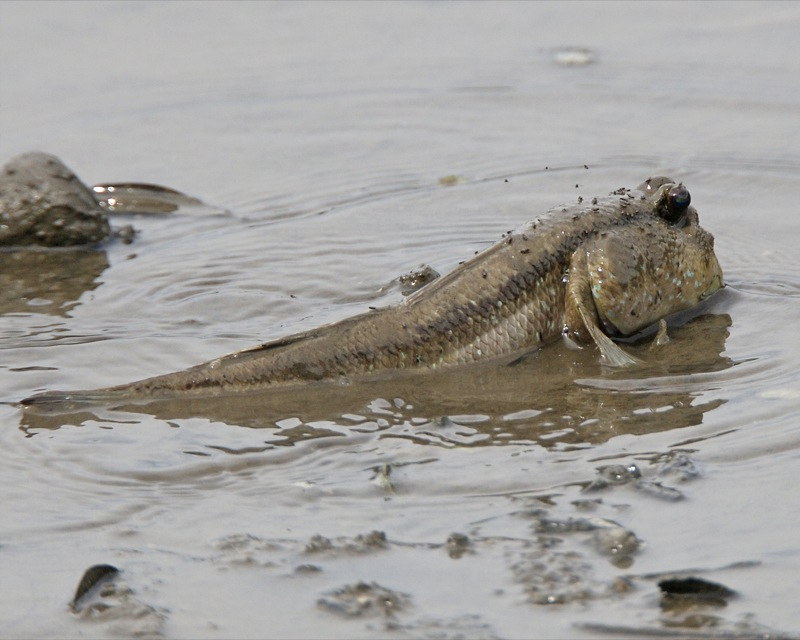
Az ázsiai, trópusi árapály térségek egyik jellegzetes hala

A Periophthalmodon schlosseri előfordulási területe a Csendes-óceán nyugati részén és az Indiai-óceán keleti felén van. Továbbá a következő országok édes- és brakkvízeiben is fellelhető: Szingapúr, Pápua Új-Guinea, India, Malajzia, Thaiföld, valamint több indonéziai szigeten is, többek között Szumátra, Borneó, Jáva és Celebesz. A Mekong nevű folyamban is benne van.

## Megjelenése
Ez a hal legfeljebb 27 centiméter hosszú.

## Életmódja
Trópusi halfaj, amely egyaránt megél az édes, brakk- és sósvízben is. 2 méternél mélyebbre nemigen úszik le. Gyakran látható az árapály térség iszapjában. Képes a levegőből is kivenni az oxigént, emiatt a víz visszahúzódásával, előjön az iszapba vájt üregéből táplálékot keresni vagy udvarolni. Gyors mozgású, kétéltű hal, amely főleg Ocypode és Uca nembéli rákokkal, valamint rovarokkal és férgekkel táplálkozik.

## Szaporodása
Az üreg alján levő ikráit, a szájában hordott levegővel látja el.

## Felhasználása
Ennek a halfajnak csak csekély mértékű halászata van.

## Képek

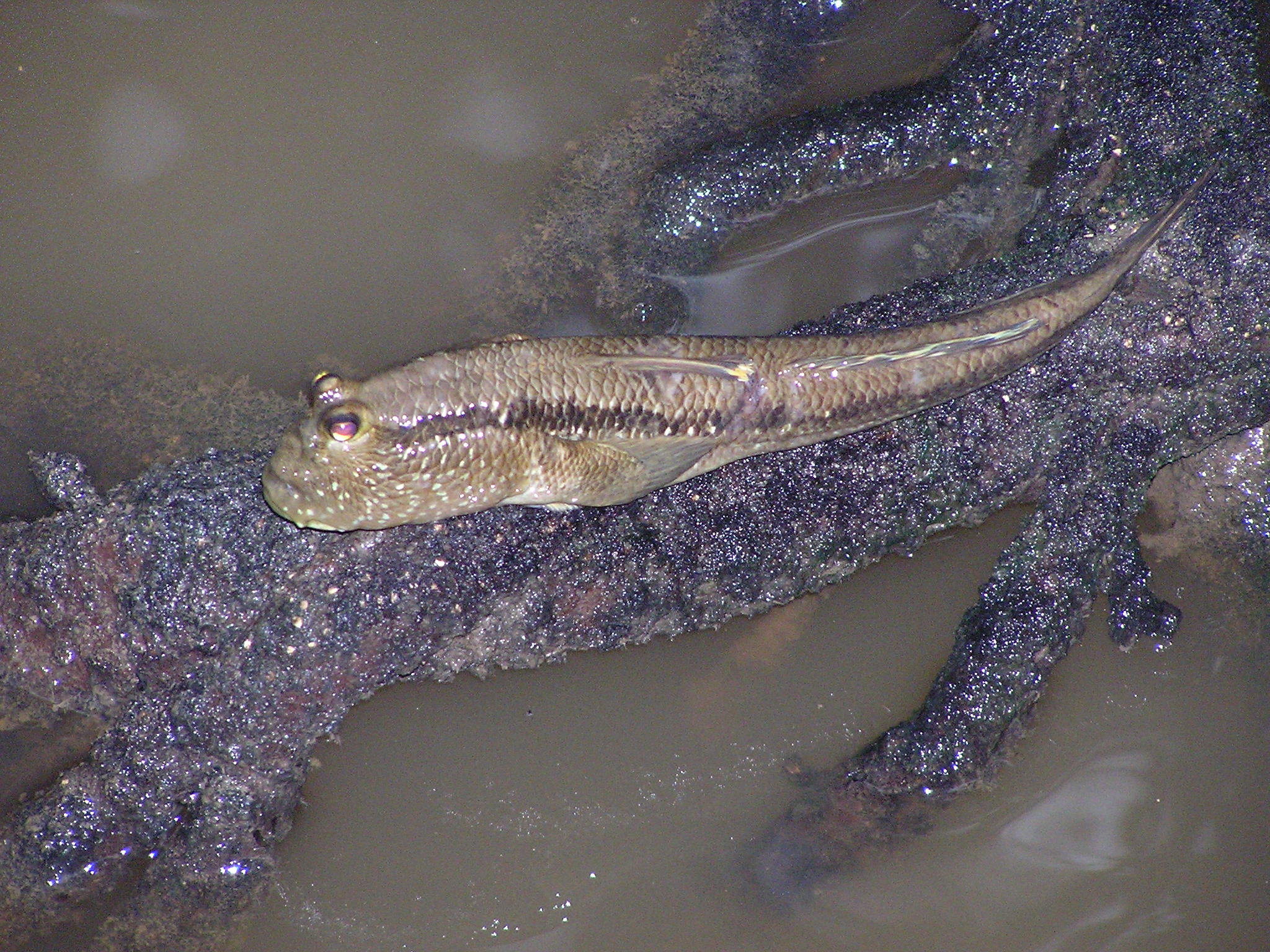
A természetes élőhelyén
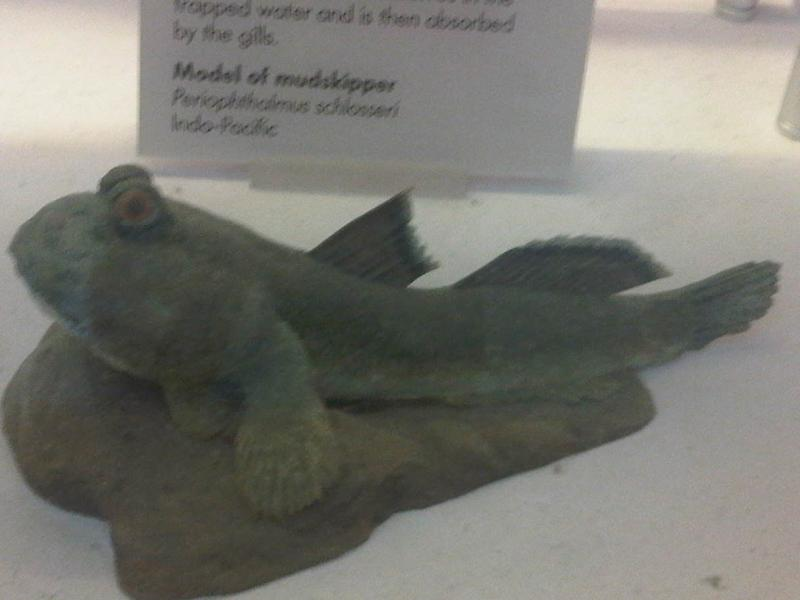
Kitömött példány